# Межове (Новоукраїнський район)
Межове́ — село в Україні, у Смолінській селищній громаді Новоукраїнського району Кіровоградської області. Населення становить 9 осіб. Орган місцевого самоврядування — Смолінська селищна рада. Село розділено на дві частини, розташованих на берегах річки Кільтен.

## Населення

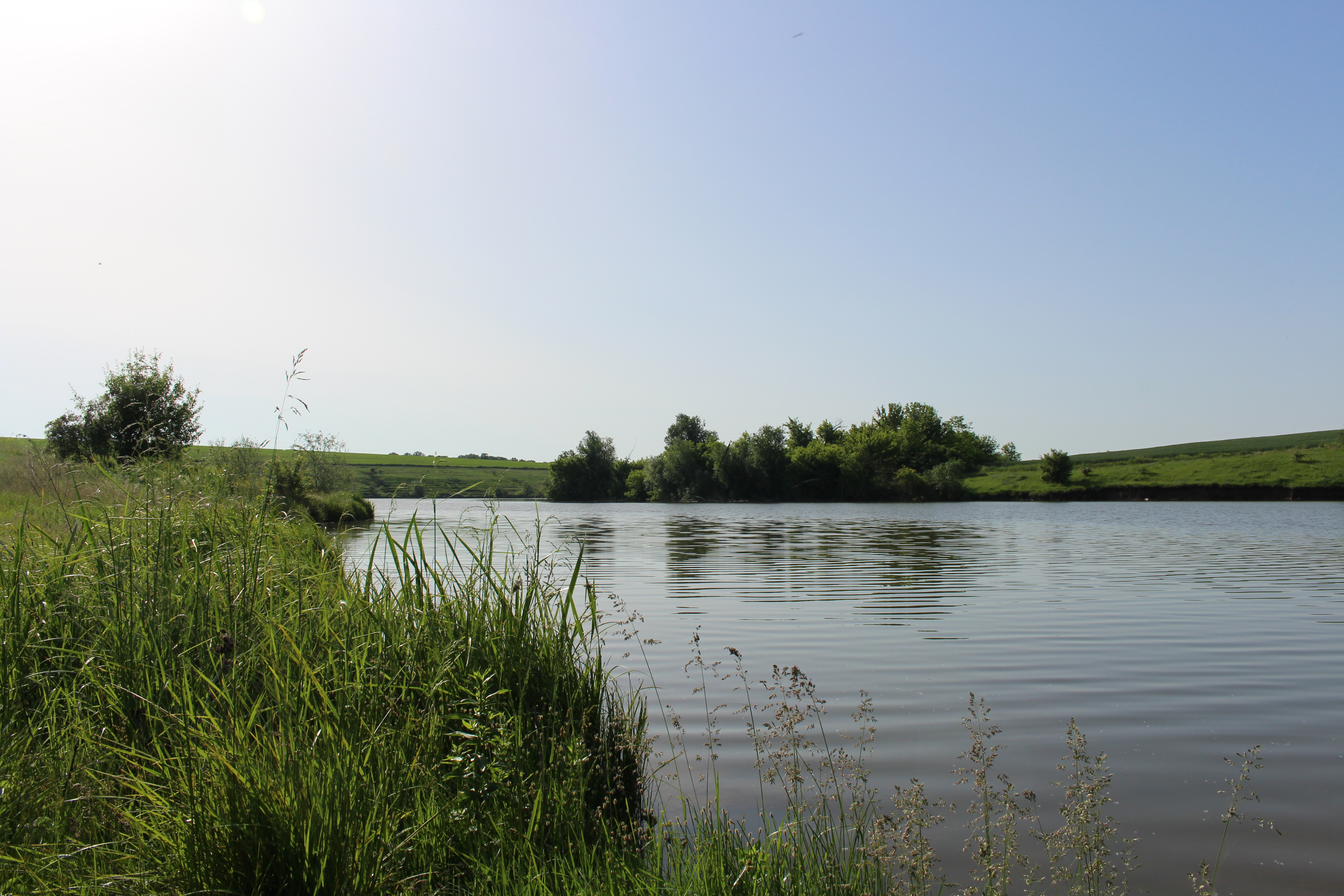
Річка Кільтен

Згідно з переписом УРСР 1989 року чисельність наявного населення села становила 41 особа, з яких 17 чоловіків та 24 жінки.
За переписом населення України 2001 року в селі мешкало 39 осіб.

### Мова

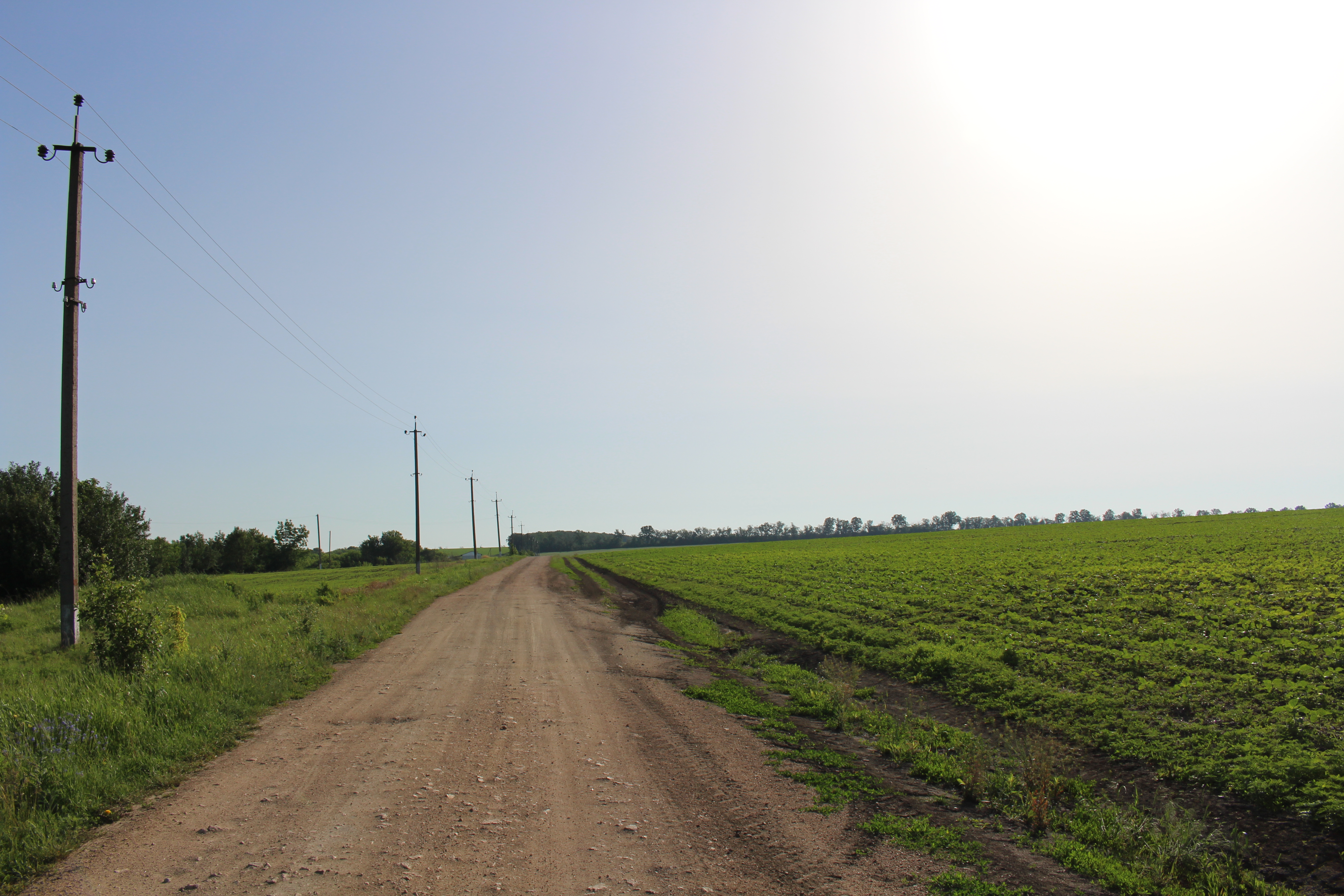
Друга вулиця села. Зліва — ФГ «Межове»

Розподіл населення за рідною мовою за даними перепису 2001 року:
| Мова       | Відсоток |
| ---------- | -------- |
| українська | 84,62 %  |
| молдовська | 10,26 %  |
| російська  | 5,13 %   |